# Coppa Bernocchi 2016
La Coppa Bernocchi 2016, novantottesima edizione della corsa e valevole come evento dell'UCI Europe Tour 2016 e della Coppa Italia 2016 categoria 1.1, si svolse il 14 settembre 2016 su un percorso di 192 km, con partenza e arrivo a Legnano, in Italia. La vittoria fu appannaggio dell'italiano Giacomo Nizzolo, il quale completò il percorso in 4h25'53", alla media di 43,33 km/h, precedendo i connazionali Nicola Ruffoni e Paolo Simion.
Sul traguardo di Legnano 100 ciclisti, su 178 partenti, portarono a termine la manifestazione.

## Squadre partecipanti
| N.      | Cod. | Squadra                     |
| ------- | ---- | --------------------------- |
| 1-8     | ITA  | Italia                      |
| 11-18   | AST  | Astana Pro Team             |
| 21-28   | LAM  | Lampre-Merida               |
| 31-38   | AND  | Androni Giocattoli-Sidermec |
| 41-48   | BAR  | Bardiani CSF                |
| 51-58   | STH  | Wilier Triestina-Southeast  |
| 61-68   | NIP  | Nippo-Vini Fantini          |
| 71-78   | CCC  | CCC Sprandi Polkowice       |
| 81-88   | GAZ  | Gazprom-RusVelo             |
| 91-98   | CJR  | Caja Rural-Seguros RGA      |
| 101-108 | FVC  | Fortuneo-Vital Concept      |
| 111-118 | TNN  | Team Novo Nordisk           |

| N.      | Cod. | Squadra                    |
| ------- | ---- | -------------------------- |
| 121-128 | ROT  | Team Roth                  |
| 131-138 | GME  | GM Europa Ovini            |
| 141-148 | UNI  | Unieuro Wilier             |
| 151-158 | AZT  | d'Amico Bottecchia         |
| 162-168 | DDC  | Dimension Data for Qhubeka |
| 171-178 | NMG  | Norda-MG.Kvis Vega         |
| 191-198 | KLS  | Kolss-BDC Team             |
| 211-217 | TIR  | Tirol Cycling Team         |
| 221-228 | AMO  | Amore & Vita-Selle SMP     |
| 231-238 | MKT  | Meridiana Kamen Team       |
| 241-247 | PVC  | Parkhotel Valkenburg CT    |

## Ordine d'arrivo (Top 10)
| Pos. | Corridore          | Squadra    | Tempo    |
| ---- | ------------------ | ---------- | -------- |
| 1    | Giacomo Nizzolo    | Italia     | 4h25'53" |
| 2    | Nicola Ruffoni     | Bardiani   | s.t.     |
| 3    | Paolo Simion       | Bardiani   | s.t.     |
| 4    | Carlos Barbero     | Caja Rural | s.t.     |
| 5    | Filippo Pozzato    | Wilier     | s.t.     |
| 6    | Davide Viganò      | Androni    | s.t.     |
| 7    | Ryan Gibbons       | Dimension  | s.t.     |
| 8    | G. M. Di Francesco | Norda      | s.t.     |
| 9    | Roman Maikin       | Gazprom    | s.t.     |
| 10   | Arman Kamyšev      | Astana     | s.t.     |